# Катан (Вашингтон)
Катан (енгл. Cathan) град је у америчкој савезној држави Вашингтон.

## Демографија
По попису из 2000. године број становника је 526.
| Група             | 2000.       | 2010.    |
| Белци             | 461 (87,6%) | 0 (0,0%) |
| Афроамериканци    | 2 (0,4%)    | 0 (0,0%) |
| Азијати           | 8 (1,5%)    | 0 (0,0%) |
| Хиспаноамериканци | 14 (2,7%)   | 0 (0,0%) |
| Укупно            | 526         | 0        |